# 王国庆 (1966年)
王国庆（1966年4月—），男，汉族，中国航天科技集团有限公司首席信息官、研究员，火箭军专业技术少将，中国工程院院士。